# Епархия Харлема-Амстердама

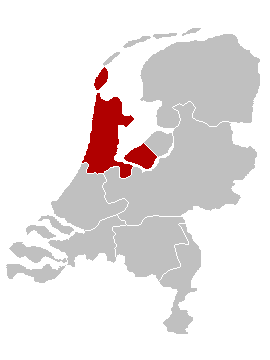
Карта расположения епархии Харлема — Амстердама

Епархия Харлема — Амстердама (лат. Dioecesis Harlemensis-Amstelodamensis) — епархия Римско-Католической церкви с центром в городе Харлем, Нидерланды. Епархия Харлема — Амстердама входит в митрополию Утрехта.

## История
12 мая 1559 года Римский папа Павел IV издал буллу Super universas, которой учредил епархию Харлема, выделив её из архиепархии Утрехта. В 1578 году Харлем стал кальвинистским и католический епископ был изгнан из города.
В 1833 году в Харлеме была создана Апостольская администратура. 4 марта 1853 года Римский папа Пий IX издал буллу Ex qua die, которой воссоздал епархию Харлема. В этот же день епархия Харлема была переименована в епархию Харлема-Амстердама. 16 июля 1955 года епархия Хардема-Амстердама передала часть своей территории новой епархии Роттердама.

## Епископы епархии
- Nicolaas van Nieuwland (10.03.1561 — 1569);
- Godfried van Mierlo (11.12.1570 — 28.07.2587);
- Sede soppressa (1587—1833);
- Cornelis Ludovicus van Wijckersloot van Schalkwijk (1833—1851) — апостольский администратор;
- Franciscus Jacobus van Vree (4.03.1853 — 21.01.1861);
- Gerardus Petrus Wilmer (4.03.1861 — 1.01.1877);
- Pieter Mathijs Snickers (2.09.1877 — 3.04.1883);
- Gaspard Josephus Bottemanne (14.08.1883 — 30.09.1903);
- Augustinus Josephus Callier (11.09.1903 — 28.04.1928);
- Johannes Dominicus Josephus Aengenent (15.06.1928 — 3.09.1935);
- Johannes Petrus Huibers (16.09.1935 — 27.06.1960);
- Joannes Antonius Eduardus van Dodewaard (27.06.1960 — 9.03.1966);
- Theodorus Henricus Johannes Zwartkruis (18.08.1966 — 21.10.1983);
- Hendrik Joseph Alois Bomers (21.10.1983 — 12.09.1998);
- Joseph Maria Punt (21.07.2001 — 1.06.2020, в отставке);
- Johannes Willibrordus Maria Hendriks (1.06.2020 — по настоящее время).

## Источник
- Annuario Pontificio, Libreria Editrice Vaticana, Città del Vaticano, 2003, ISBN 88-209-7422-3
- Булла Super universas, Bullarum diplomatum et privilegiorum sanctorum Romanorum pontificum Taurinensis editio, Vol. VI, стр. 559-565  (лат.)
- Бреве Ex qua die, Pii IX Pontificis Maximi Acta. Pars prima, Romae 1854, стр. 416  (лат.)
- Decreto Multum conferre, AAS 100 (2008), стр. 888  (лат.)